# 米蘭 (明尼蘇達州)
米蘭（英語：Milan）是一個位於美國明尼蘇達州契皮瓦縣的城市。

## 人口
根據2020年美國人口普查的數據，米蘭的面積為1.80平方千米，當中陸地面積為1.77平方千米，而水域面積為0.03平方千米。當地共有人口428人，而人口密度為每平方千米238人。